# Falsomesosella javanica
Falsomesosella javanica là một loài bọ cánh cứng trong họ Cerambycidae.